# Liste der Deutschen Meister im Vierer-Kunstradfahren
Dies ist eine Übersicht über alle deutschen Meister im Vierer-Kunstradfahren:

## Bundesrepublik Deutschland
| Jahr | Ort                   | Gold Männer                 | Silber Männer              | Bronze Männer                       | Gold Frauen                | Silber Frauen          | Bronze Frauen                |
| ---- | --------------------- | --------------------------- | -------------------------- | ----------------------------------- | -------------------------- | ---------------------- | ---------------------------- |
| 1973 | Kassel                |                             |                            |                                     | RS Nds. Schwanewede        |                        |                              |
| 1974 | Bremen                |                             |                            |                                     | RS Nds. Schwanewede        |                        |                              |
| 1976 | Ulm                   | RSV Steinbach               | RV Viktoria Erkelenz-Hoven |                                     |                            |                        |                              |
| 1977 | Straubing             | RSV Steinbach               | RV Viktoria Erkelenz-Hoven |                                     |                            |                        |                              |
| 1978 | Marburg               | RSV Steinbach               | RV Viktoria Erkelenz-Hoven |                                     | RV Viktoria Erkelenz-Hoven |                        |                              |
| 1979 | Moers                 | RV Viktoria Erkelenz-Hoven  | RSV Steinbach              | RV Adler MG - Neuwerk II            | RV Viktoria Erkelenz-Hoven | RV Schloß Neuhaus I    | RV Schloß Neuhaus II         |
| 1983 | Moers                 |                             |                            |                                     | RS Nds. Schwanewede        |                        |                              |
| 1984 | Herzogenrath          |                             |                            |                                     |                            |                        | RV Herrenzimmern             |
| 1985 | Baunatal              |                             |                            |                                     |                            |                        | RV Herrenzimmern             |
| 1986 | Karlsruhe             |                             |                            |                                     | RS Nds. Schwanewede        |                        |                              |
| 1987 | Crailsheim            |                             |                            |                                     | RS Nds. Schwanewede        |                        |                              |
| 1988 | Bad Salzuflen         |                             |                            |                                     | RS Nds. Schwanewede        |                        |                              |
| 1989 | Denzlingen            |                             |                            |                                     | RS Nds. Schwanewede        |                        |                              |
| 1990 | Schauenburg           |                             |                            |                                     | RS Nds. Schwanewede        |                        |                              |
| 1993 | Moers                 | RSV Soli Frohnlach          |                            |                                     |                            |                        |                              |
| 1994 | Gärtringen            | RSV Erlenbach               | RSV Soli Frohnlach         | RV Adler Mönchengladbach Neuwerk II |                            |                        |                              |
| 1995 | Hamburg               | RSV Nabollenbach            | RSV Erlenbach              | RS Nds. Schwanewede                 |                            |                        | RMSV Aach                    |
| 1996 | Karlsruhe             | RSV Erlenbach               |                            | RSV Soli Frohnlach                  |                            |                        | RMSV Aach                    |
| 1997 | Moers                 | RS Nds. Schwanewede         |                            | RSV Soli Frohnlach                  | RV Einhausen               |                        |                              |
| 1998 | Koblenz               | RS Nds. Schwanewede         |                            |                                     | RV Einhausen               |                        |                              |
| 1999 | Singen                | RS Nds. Schwanewede         | RSv Soli Frohnlach         |                                     | RV Einhausen               |                        |                              |
| 2000 | Oberursel             | RS Nds. Schwanewede         | RSv Soli Frohnlach         | RS Nds. Schwanewede                 | Liemer RC                  | RV Einhausen           |                              |
| 2001 | Moers                 | RSV Erlenbach "Die 4"       | RSv Soli Frohnlach         |                                     |                            | Liemer RC              |                              |
| 2002 | Denzlingen            | RSV Erlenbach "Die 4"       | RSv Soli Frohnlach         |                                     | VfH Worms                  |                        | RMSV Edelweiss Aach          |
| 2003 | Bürstadt              | RSV Erlenbach "Die 4"       | RSV Soli Frohnlach         | RSV Kornwestheim                    | RMSV Edelweiss Aach        | VfH Worms              | RSV Möve Kornwestheim        |
| 2004 | Glauchau              | RSV Erlenbach "Die 4"       | RSV Soli Frohnlach         | RSV Erlenbach II                    | Liemer RC                  | Liemer RC              | RMSV Edelweiss Aach          |
| 2005 | Bad Salzuflen         | RSV Erlenbach "Die 4"       | RSV Erlenbach II           | RV Erkelenz-Hoven                   | RMSV Edelweiss Aach        | VfH Worms              | RSV Kornwestheim             |
| 2006 | Mönchengladbach       | RSV Erlenbach               | RSV Kornwestheim           | RV Erkelenz-Hoven                   | Liemer RC                  | RMSV Edelweiss Aach    | RMSV Aach Edelweiss I        |
| 2007 | Elsenfeld             | RSV Erlenbach               | RV Erkelenz-Hoven          | VfL Mönchberg                       | RMSV Edelweiss I           | RMSV Edelweiss Aach II | RSV Möve Kornwestheim        |
| 2008 | Ludwigshafen am Rhein | RV Viktoria Erkelenz-Hoven  | RS Nds. Schwanewede        | RSV Soli Frohnlach                  | RV Viktoria Erkelenz-Hoven | RMSV Edelweiss Aach I  | RSV Möve Kornwestheim        |
| 2009 | Herzogenrath          | RSV Erlenbach               | Viktoria Erkelenz-Hoven I  | RSV Frohnlach                       | RMSV Edelweiss Aach        | RSV Steinhoering       | RSV Möve Kornwestheim        |
| 2010 | Hamburg-Harburg       | RSV Erlenbach               | RSN Schwanewede            | Viktoria Erkelenz-Hoven I           | RSV Steinhöring            | RMSV Edelweiß Aach     | Viktoria Erkelenz-Hoven      |
| 2011 | Erfurt                | RSV Concordia Erlenbach     | RSN Schwanewede            | Viktoria Erkelenz-Hoven II          | RSV Steinhöring            | RMSV Edelweiß Aach     | RKV Denkendorf               |
| 2012 | Kamp-Lintfort         | RSN Schwanewede             | Viktoria Erkelenz-Hoven I  | Viktoria Erkelenz-Hoven II          | VfH Worms                  | RKV Denkendorf         | RSV Steinhöring              |
| 2013 | Baunatal              | RSV Möve Kornwestheim       | Viktoria Erkelenz-Hoven I  | RV Öhringen                         | RSV Steinhöring            | RMSV Edelweiß Aach     | RKV Denkendorf               |
| 2014 | Denkendorf            | RV Viktoria Erkelenz-Hoven  | RKV Denkendorf             | RSN Schwanewede                     | RSV Steinhöring            | RMSV Edelweiß Aach     | RKV Denkendorf               |
| 2015 | Lübbecke              | Adler Neuwerk               | RSV Möve Kornwestheim      | SV Lok Zwickau                      | RSV Steinhöring            | RMSV Edelweiß Aach     | Liemer RC                    |
| 2016 | Moers                 | SG Kornwestheim / Erlenbach | RV Adler Neuwerk           | RKV Denkendorf 2                    | RKV Denkendorf 1           | RSV Steinhöring 1      | Liemer RC                    |
| 2017 | Hamburg               | RKV Denkendorf              | SG Öhringen/Erlenbach      | RCV Boehl-Iggelheim                 | RSV Steinhöring            | VfH Worms              | RS Niedersachsen Schwanewede |

Teilnehmer
1. ↑  Achim Weiß – Harald Weiß – Rolf Halter – Bernd Remmlinger
2. ↑  Oliver Feyler – Gerd Schultheiß – Heiko Oester – Achim Fischer
3. ↑  Katja Gaißer – Magdalena Hipp – Gabi Müller – Simone Rudolf – Trainer Paul Gaißler
4. ↑  Rolf Halter – Bernd Remmlinger – Achim Weiß – Harald Weiß
5. ↑  Katja Gaißer – Christine Leuschner – Gabi Müller – Simone Rudolf – Trainer Paul Gaißler
6. 1 2 3 4 5 6  Oliver Feyler – Gerd Schultheiß – Frank Wittmann – Mirko Fuchs
7. 1 2 3 4 5  Matthias Berg – Michael Gysin – Michael David – Jochen Halter
8. 1 2 3 4 5 6 7  Manuela Dieterle – Katja Deißler – Simone Rudolf – Christine Zimmerman – Trainer Paul Gaißler
9. 1 2 3  Sonja Bauer – Sandra Düringer – Sarina Sammet – Claudia Schweyher – Trainer Peter Sammet
10. ↑   Annika Wöhler – Sandra Beermann – Janine Rieke – Sonja Thies
11. ↑  Stefan Strick – Daniel Schnitzler – Rüdiger Sprick – Tobias Laufs
12. 1 2 3  Thomas Gysin – Tobias Kühnle – Michael David – Christian Löffler
13. 1 2  Jasmin Auer – Regina Neubrand – Bianca Paul – Kerstin Weber – Trainer Paul Gaißer
14. ↑  Markus Consoir – Oliver Klosa – Sebastian Schnitzler – Jendriks Laufs
15. ↑  Johannes Hock – Daniel Keller – Mathias Maniura – Dominik Zecha
16. ↑  Katharina Gülich – Ramona Strassner – Sonja Mauermaier – Ruth-Maria Weian – Trainer Irmtraud Wirth

## DDR
| Jahr | Gold Männer                        | Silber Männer                       | Bronze Männer                       | Gold Frauen                 | Silber Frauen                   | Bronze Frauen                    |
| ---- | ---------------------------------- | ----------------------------------- | ----------------------------------- | --------------------------- | ------------------------------- | -------------------------------- |
| 1967 | BSG Lokomotive Zwickau             | SG Dynamo Auerbach                  | SG Dynamo Auerbach II               | BSG Einheit Mutzschen       | BSG Traktor Kleinmühlingen-Zens | TSG Ebersbrunn                   |
| 1968 | BSG Lokomotive Zwickau             | BSG Traktor Klein-Mühlingen/Zens    | SG Dynamo Auerbach II               | TSG Ebersbrunn              | SG Dynamo Zwickau               | BSG Einheit Neusalza-Spremberg   |
| 1969 | BSG Traktor Klein-Mühlingen/Zens I | BSG Traktor Klein-Mühlingen/Zens II | BSG Lokomotive Zwickau              | BSG Einheit Mutzschen       | BSG Traktor Kerpsleben          | BSG Einheit Neusalza-Spremberg   |
| 1970 | BSG Traktor Klein-Mühlingen/Zens   | BSG Lokomotive Zwickau I            | BSG Lokomotive Zwickau II           | BSG Einheit Schwerin        | BSG Einheit Mittelhausen        | BSG Traktor Kleinmühlingen-Zens  |
| 1971 | BSG Lokomotive Zwickau             | BSG Traktor Klein-Mühlingen/Zens I  | BSG Traktor Klein-Mühlingen/Zens II | BSG Einheit Schwerin        | BSG Einheit Mittelhausen        | BSG Traktor Kerpsleben           |
| 1972 | BSG Traktor Klein-Mühlingen/Zens   | BSG Lokomotive Zwickau              | BSG Einheit Mittelhausen            | BSG Einheit Schwerin        | BSG Einheit Mittelhausen        | BSG Traktor Klein-Mühlingen/Zens |
| 1973 | BSG Traktor Klein-Mühlingen/Zens I | BSG Traktor Klein-Mühlingen/Zens II | BSG Lokomotive Zwickau              | BSG Einheit Mittelhausen    | BSG Einheit Schwerin            | BSG Tiefbau Gebesee              |
| 1974 | BSG Traktor Klein-Mühlingen/Zens I | BSG Traktor Klein-Mühlingen/Zens II | BSG Lokomotive Zwickau              | BSG Einheit Mittelhausen I  | BSG Tiefbau Gebesee             | BSG Einheit Mittelhausen II      |
| 1975 | BSG Traktor Klein-Mühlingen/Zens I | BSG Lokomotive Zwickau              | BSG Traktor Klein-Mühlingen/Zens II | BSG Tiefbau Gebesee II      | BSG Tiefbau Gebesee I           | BSG Einheit Mittelhausen         |
| 1976 | BSG Traktor Klein-Mühlingen/Zens I | BSG Traktor Klein-Mühlingen/Zens II | BSG Lokomotive Zwickau              | BSG Tiefbau Gebesee II      | BSG Tiefbau Gebesee I           | BSG Einheit Mittelhausen         |
| 1977 | BSG Traktor Klein-Mühlingen/Zens I | BSG Lokomotive Zwickau              | BSG Traktor Klein-Mühlingen/Zens II | BSG Tiefbau Gebesee II      | BSG Einheit Mittelhausen        | BSG Tiefbau Gebesee I            |
| 1978 | BSG Traktor Klein-Mühlingen/Zens I | BSG Traktor Klein-Mühlingen/Zens II | BSG Einheit Mittelhausen            | BSG Tiefbau Gebesee I       | BSG Tiefbau Gebesee II          | BSG Traktor Klein-Mühlingen/Zens |
| 1979 | BSG Traktor Klein-Mühlingen/Zens   | BSG Einheit Mittelhausen            |                                     | BSG Tiefbau Gebesee I       | BSG Tiefbau Gebesee II          | BSG Traktor Klein-Mühlingen/Zens |
| 1980 | BSG Traktor Klein-Mühlingen/Zens   | BSG Einheit Mittelhausen            | BSG Motor Sörnewitz                 | BSG Tiefbau Gebesee I       | BSG Tiefbau Gebesee II          | BSG Tiefbau Gebesee III          |
| 1981 | BSG Traktor Klein-Mühlingen/Zens   | BSG Motor Sörnewitz                 | BSG Einheit Mittelhausen            | BSG Tiefbau Gebesee I       | BSG Tiefbau Gebesee II          | BSG Tiefbau Gebesee III          |
| 1982 | BSG Traktor Klein-Mühlingen/Zens   | BSG Motor Sörnewitz                 | Pflanzenproduktion Großgottern      | BSG Tiefbau Gebesee I       | BSG Tiefbau Gebesee II          | BSG Tiefbau Gebesee III          |
| 1983 | BSG Traktor Klein-Mühlingen/Zens   |                                     |                                     | Einheit Mittelhausen        | BSG Tiefbau Gebesee             | BSG Fortschritt Bertsdorf        |
| 1984 | BSG Traktor Klein-Mühlingen/Zens   | Pflanzenproduktion Großgottern      |                                     | BSG Tiefbau Gebesee         | BSG Mittelhausen                | BSG Fortschritt Bertsdorf        |
| 1985 | BSG Traktor Klein-Mühlingen/Zens   | Pflanzenproduktion Großgottern II   | Pflanzenproduktion Großgottern I    | BSG Einheit Mittelhausen    | BSG Tiefbau Gebesee             | BSG Aktivist Heide-Wiednitz      |
| 1986 | BSG Traktor Klein-Mühlingen/Zens   |                                     |                                     | BSG Mittelhausen            |                                 |                                  |
| 1987 | BSG Traktor Klein-Mühlingen/Zens   |                                     |                                     | BSG Mittelhausen            |                                 |                                  |
| 1988 | BSG Traktor Klein-Mühlingen/Zens I | BSG Traktor Klein-Mühlingen/Zens II | BSG Traktor Dahnsdorf               | Einheit Mittelhausen        | BSG Tiefbau Gebesee             | BSG Aktivist Heide-Wiednitz      |
| 1989 | BSG Traktor Klein-Mühlingen/Zens   |                                     |                                     | BSG Gebesee                 |                                 |                                  |
| 1990 | BSG Traktor Dahnsdorf I            | Concordia Großgottern               | BSG Traktor Dahnsdorf II            | BSG Einheit Mittelhausen II | VfH Dahnsdorf                   | BSG Einheit Mittelhausen I       |